# آلسیو کورسیو
آلسیو کورسیو (انگلیسی: Alessio Curcio؛ زادهٔ ۱۲ مارس ۱۹۹۰) بازیکن فوتبال اهل ایتالیا است.
از باشگاه‌هایی که در آن بازی کرده‌است می‌توان به باشگاه فوتبال یوونتوس اشاره کرد.